# باول ويلسون (لاعب كرة قدم بريطاني)
باول ويلسون (بالإنجليزية: Paul Wilson)‏ (23 نوفمبر 1950 في الهند - 18 سبتمبر 2017) هو لاعب كرة قدم بريطاني في مركز الوسط. شارك مع منتخب اسكتلندا لكرة القدم. أما مع النوادي، فقد لعب مع نادي بارتيك ثيسل ونادي سلتيك ونادي ماذرويل وBlantyre Celtic F.C. ‏ وMaryhill F.C. ‏.

## وصلات خارجية
- بول ويلسون على موقع قاعدة بيانات كرة القدم.إي يو (الإنجليزية)
- بول ويلسون على موقع ناشيونال فوتبول تيمز (الإنجليزية)